# 23P/布羅森–梅特卡夫彗星
23P/布羅森–梅特卡夫彗星（23P/Brorsen–Metcalf）是一顆軌道週期為70年的週期彗星，它符合哈雷彗星的類型 (20年< 週期 < 200年)。

## 發現歷史
1847年7月20日，狄奧多·布羅森在德國阿托納最先發現彗星。然後，1847年8月11日又被卡斯帕·戈特弗里德·施魏策爾在莫斯科發現，並預測它會在1919至1922年間返回。
在1919年8月21日，這顆回歸的彗星被美國佛蒙特州的喬爾·梅特卡夫發現，當時的光度為8等。另外還有美國威斯康辛州葉凱士天文台的愛德華·巴納德在8月22日；法國巴黎的米歇爾·賈可比尼、克里米亞費奧多西亞的Ostrovlev、聖彼得堡的Selavanov等人。在1919年9月底，它被證實是布羅森在1847年發現的彗星。
1989年7月4日，帕洛瑪天文台發現這顆彗星，當時估計其星等為15等，美國天文學家艾倫·海爾在7月7日目測其星等為11.5等。布羅森–梅特卡夫彗星在七月迅速變亮，到月底據視星等達到7-7.5等，同時形成了一條短尾巴。布羅森–梅特卡夫彗星於8月6日到達近地點，距離為0.62天文單位，而近日點則是9月11日。在這之間，彗星的亮度在5到6等之間，可以用肉眼看到。9月份，彗星尾巴變長，目視觀察長度約7度。該彗星在九月下半月逐漸變暗，太陽距角的減少阻礙了進一步的觀測。

## 外部連結
- Orbital simulation（页面存档备份，存于） from JPL (Java) / Horizons Ephemeris（页面存档备份，存于）
- 23P at Kronk's Cometography（页面存档备份，存于）
- 23P at Kazuo Kinoshita's Comets（页面存档备份，存于）
- 23P at Seiichi Yoshida's Comet Catalog（页面存档备份，存于）

| 週期彗星                  | 週期彗星                | 週期彗星              |
| ------------------------- | ----------------------- | --------------------- |
| 前一顆彗星 22P/卡普夫彗星 | 23P/布羅森–梅特卡夫彗星 | 後一顆彗星 蕭馬斯彗星 |
| 週期彗星列表              |                         |                       |